# 佩皮诺
佩皮诺，是西班牙卡斯蒂利亚-拉曼恰托莱多省的一个市镇。总面积46平方公里，总人口1139人（2001年），人口密度25人/平方公里。